# Río Nakdong

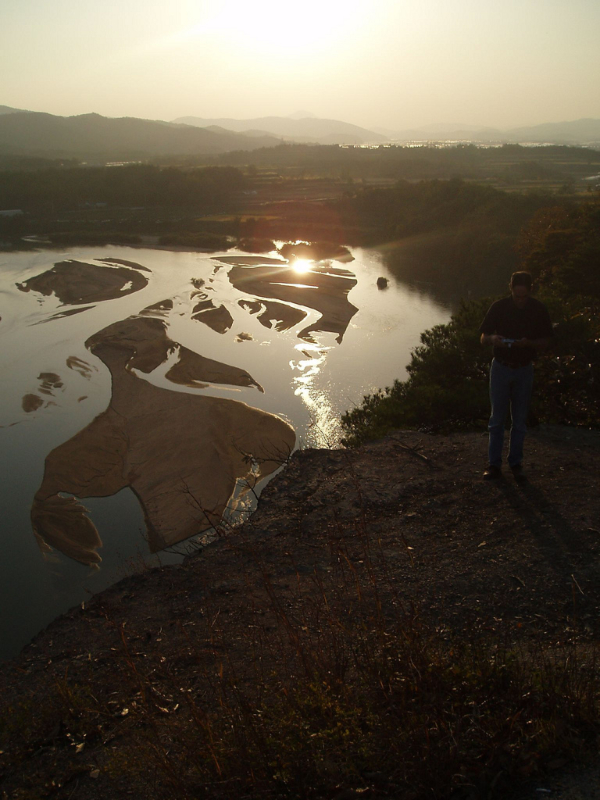
Río Nakdong.

El río Nakdong (en hangul:낙동강, en hanja:洛東江) es el río más largo de Corea del Sur. Atraviesa ciudades importantes como Daegu y Busan.

洛東江位置图.

## Geografía
El Nakdong nace en los Montes Taebaek en el mar del sur o Estrecho de Corea. El río se origina de la unión de las corrientes del Cheolamcheon y Hwangjicheon. El ancho del río va desde los pocos metros en su inicio a cientos de metros en su estuario.

## Historia
El Nakdong ha jugado un papel importante a lo largo de la historia de Corea. La cuenca del río ha proporcionado un lugar propicio para vivir a los habitantes de esa región de la península de Corea. En el valle se han encontrado numerosos restos Neolíticos.
Alrededor del siglo I, se cree que el valle fue habitado por las tribus de la confederación Byeonhan. Durante el periodo de los «Tres reinos», la confederación Gaya controló el valle hasta que fueron derrotados por Silla en 562. Estos estados supieron aprovechar el potencial del río para la navegación y el comercio. Con los países vecinos propiciaron intercambios comerciales de armas y armaduras, incluyendo el Japón del período Yamato. Durante los periodos Silla, Goryeo y Joseon, el río continuó sirviendo como el principal medio de transporte en la región de Gyeonsang.